# Edmund, 2. Earl of Cornwall

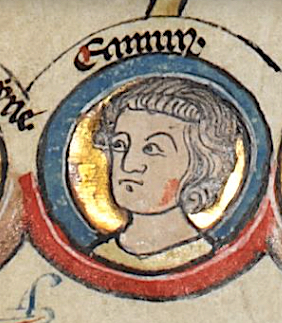
Edmund, 2. Earl of Cornwall. Buchillustration aus dem 13. Jahrhundert

Edmund Plantagenet, 2. Earl of Cornwall (auch Edmund of Almain; * 26. Dezember 1249 in Berkhamsted Castle; † vor 25. September 1300 in Ashridge) war ein englischer Magnat.

## Herkunft, Kindheit und Jugend
Edmund Plantagenet entstammte der anglonormannischen Herrscherdynastie der Plantagenets. Er war ein Sohn von Richard von Cornwall und von dessen zweiten Ehefrau Sancha von der Provence, einer Tochter von Raimund Berengar, Graf von Provence. Sein Vater war ein jüngerer Bruder des englischen Königs Heinrich III., seine Mutter eine Schwester von dessen Ehefrau, Königin Eleonore von der Provence. Edmund wurde in Berkhamsted Castle von Bonifatius von Savoyen, dem Erzbischof von Canterbury, der ein Onkel seiner Mutter war, getauft und nach dem kurz zuvor heiliggesprochenen Erzbischof Edmund of Abingdon, dem Vorgänger von Bonifatius als Erzbischof, benannt.
Sein Vater hatte bereits aus seiner ersten Ehe einen Sohn, Henry of Almain, der vierzehn Jahre älter als Edmund und als Erbe seines Vaters vorgesehen war. Über Edmunds Kindheit ist deshalb nur wenig bekannt, und bis 1269 besaß er nur das Gut Alderley in Gloucestershire. 1257 begleitete Edmund seinen Vater und seine Mutter nach Deutschland, nachdem sein Vater zum römisch-deutschen König gewählt worden war. 1259 kehrte die Familie nach England zurück. Nachdem sein Vater während des Zweiten Kriegs der Barone 1264 in der Schlacht von Lewes in die Gefangenschaft der rebellierenden Barone geraten war, wurde auch Edmund gefangen genommen und zusammen mit seinem Vater in Kenilworth Castle inhaftiert. Erst nach dem Sieg der Partei des Königs in der Schlacht von Evesham wurden sein Vater und er im September 1265 von Simon VI. de Montfort freigelassen. Von August 1268 bis August 1269 begleitete er seinen Vater erneut nach Deutschland.

## Erbe seines Vaters
Edmund nahm am Kreuzzug seines Cousins, des Thronfolgers Eduard, teil und brach im Februar 1271 zusammen mit Eduards jüngeren Bruder Edmund Crouchback, 1. Earl of Lancaster ins Heilige Land auf. Als sie jedoch auf der Reise erfuhren, dass Edmunds älterer Halbbruder Henry of Almain in Viterbo ermordet worden war, wurde Edmund zur Erleichterung seines Vaters nach England zurückgeschickt. Sein Vater starb am 2. April 1272, und um den 1. Mai 1272 leistete Edmund dem König Hommage und wurde als Erbe der umfangreichen Ländereien seines Vaters anerkannt. Von seinem Vater erbte er einen riesigen, über 25 Grafschaften verstreuten Grundbesitz. Die Schwerpunkte seiner Besitzungen waren Berkhamstead in Hertfordshire, Eye in East Anglia, Oakham in Rutland, Knaresborough in Yorkshire, Beckley in Oxfordshire und Wallingford in Berkshire, vor allem jedoch die Grafschaft Cornwarll mit ihren reichen Zinnminen. Gegen eine Gebühr von 3500 Mark pachtete er im Juli 1272 von seinem Cousin Edmund Crouchback, der sich noch auf dem Kreuzzug befand, für vier Jahre die Stadt und Herrschaft Leicester. 1278 erwarb er auch die Rechte an den Zinnminen von Devon, und ab Beginn der 1270er Jahre hatte er das lebenslange Recht, den Sheriff von Cornwall und von Rutland zu ernennen. Mit einem Jahreseinkommen von rund £ 8000 war Edmund der reichste englische Magnat seiner Zeit.
Am 6. Oktober 1272 heiratete er in der Kapelle von Ruislip Margaret de Clare, eine Schwester des mächtigen Magnaten Gilbert de Clare, 6. Earl of Gloucester. Eine Woche später, am 13. Oktober, wurde er am Namenstag von Eduard dem Bekenner zusammen mit 50 weiteren Adligen aus dem In- und Ausland in Westminster von König Heinrich III. zum Ritter geschlagen, an dem Tag wurde ihm auch der Titel seines Vaters, Earl of Cornwall, zuerkannt. Da sein Vater nur gewählter deutscher König gewesen war, hatte Edmund nicht dessen Anspruch auf den deutschen Thron geerbt, doch nannte er sich häufig Edmund of Almain (Almain vom französischen Allemagne für Deutschland).

## Unterstützer von König Eduard I.
Als König Heinrich III. im November 1272 starb, wurde Edmund bis zur Rückkehr des Thronfolgers Eduard Mitglied des Regentschaftsrats. Im Juni 1273 reiste er nach Paris, wo er den vom Kreuzzug zurückgekehrten Eduard traf. Am 19. August 1274 nahm er an der Krönung des Königs in Westminster Abbey teil, und im Sommer 1277 nahm er zusammen mit vierzehn Rittern aus seinem Gefolge am Feldzug gegen Wales teil. Im September 1278 war er anwesend, als der schottische König Alexander III. dem englischen König huldigte. Als der König 1279 nach Frankreich reiste, gehörte Edmund zusammen mit Bischof Thomas de Cantilupe von Hereford und Bischof Godfrey Giffard von Worcester zum Regentschaftsrat. Im Mai 1280 reiste Edmund zusammen mit dem Abt von Colchester Abbey nach Frankreich. Im Juni 1281 konnte er durch Vermittlung von Königin Eleonore von Kastilien und Lordkanzler Robert Burnell einen langwierigen Streit mit dem Bischof von Exeter über die Zuständigkeiten ihrer Gerichte beilegen.
Während der König ab 1282 seinen zweiten Feldzug gegen Wales unternahm, war Edmund von April 1282 bis Weihnachten 1284 Stellvertreter des Königs in England. Während dieser Zeit vertrat er den König im Januar 1283 auf einer Kirchenversammlung in Northampton. Als königlicher Stellvertreter sicherte er sich während seiner Regentschaft selbst eine Reihe von einträglichen Vormundschaften, darunter die über den Erben von Baldwin Wake, wofür er die hohe Gebühr von 7000 Mark zahlte. Als der König am 13. Mai 1286 erneut in die südwestfranzösische Gascogne aufbrach, wurde Edmund erneut Regent von England. Dabei musste er ab Juni 1287 die Revolte des walisischen Lords Rhys ap Maredudd niederschlagen, während der er im September mit einem großen Heer dessen Hauptsitz Dryslwyn Castle eroberte. Für die Kosten des Feldzugs, die über £ 10.000 betrugen, musste er bei italienischen Bankiers Kredite aufnehmen. Im Juni 1289 musste er bei einem Streit zwischen Gilbert de Clare und Humphrey de Bohun in den Welsh Marches eingreifen, wobei er de Clare den Weiterbau des umstrittenen Morlais Castle verbot. Als König Eduard am 12. August 1289 aus der Gascogne nach England zurückkehrte, ließ er Untersuchungen über Misswirtschaft und Machtmissbrauch während seiner Abwesenheit durchführen. Dabei wurden mehrere führende Richter und Beamte entlassen und Geldbußen in Höhe von fast £ 20.000 verhängt. Gegen Edmund selbst wurden jedoch keine Vorwürfe erhoben, und auf Vorwürfe gegen seine Verwaltung in Cornwall durfte er mit Erlaubnis des Königs selbst antworten. In den 1290er Jahren nahm Edmund regelmäßig an den Parlamenten teil.
Die harte Haltung gegenüber seinem Schwager Gilbert de Clare im Streit mit Humphrey de Bohun wurde sicher durch seine 1289 erfolgte Trennung von seiner Ehefrau Margaret beeinflusst. Deren Bruder Bogo de Clare, ein Geistlicher, drohte ihm darauf mit Unterstützung von Johannes Peckham, dem Erzbischof von Canterbury die Exkommunikation an, und im April 1290 verlangte Erzbischof Peckham während des Parlaments in Westminster Hall, dass sich Edmund wegen der Trennung vor seinem Gericht in Canterbury verantworten müsse. Das Parlament verurteilte den Erzbischof daraufhin zur Zahlung einer enorm hohen Strafe von £ 10.000. Dies gilt als einer der frühesten bekannten Fälle, in der ein Angehöriger des Parlaments den Schutz genoss, der heute als parlamentarische Immunität bekannt ist. Edmund ließ Bogo de Clare im Tower of London inhaftieren, und Weihnachten 1290 feierte der König auf Edmunds Besitzung Ashridge in Hertfordshire.

## Reichster Magnat Englands

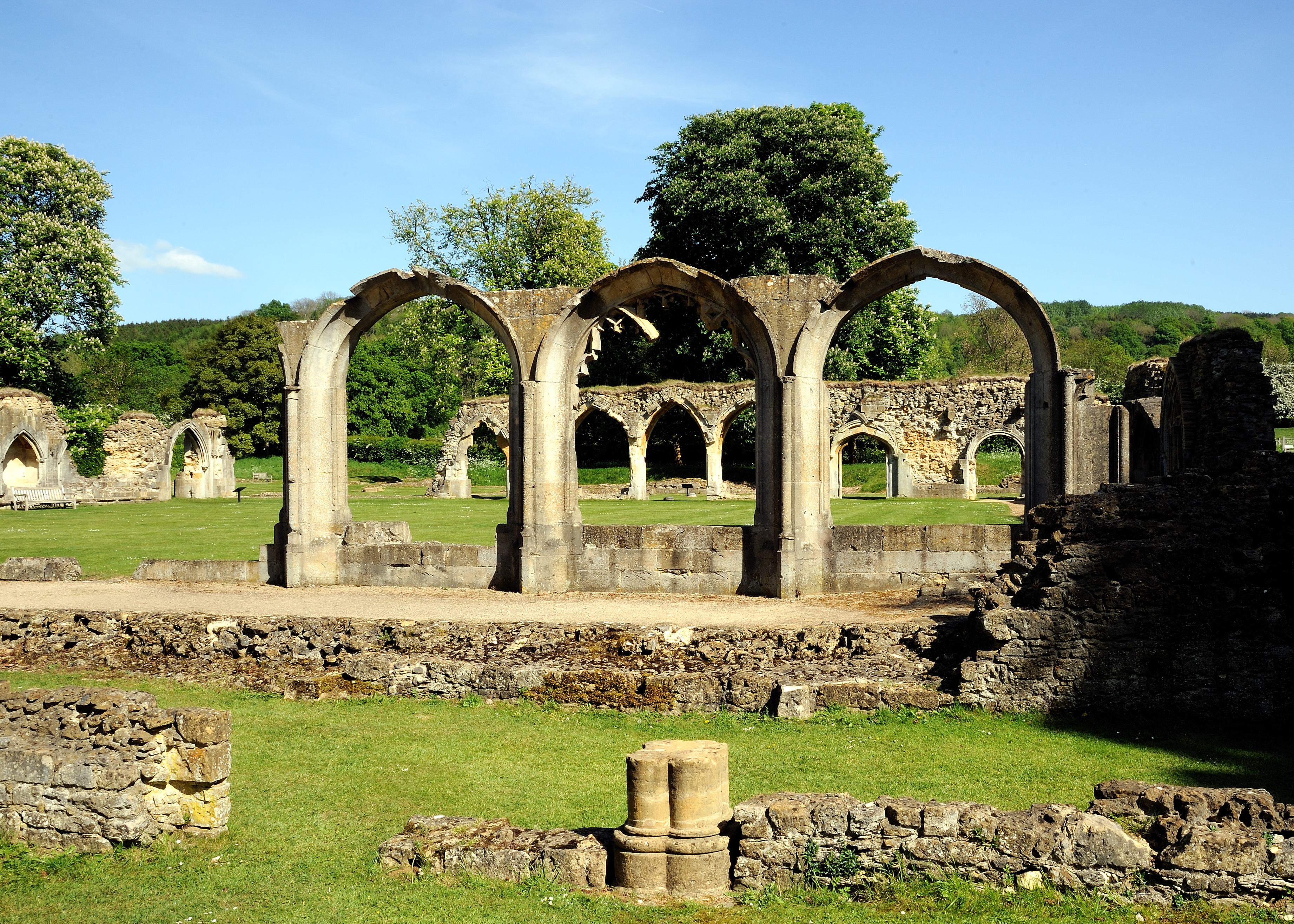
Die Ruinen der von Edmund geförderten Hailes Abbey in Gloucestershire

Bei Edmund of Cornwall, dem reichsten Magnaten Englands, waren zahlreiche Höflinge verschuldet. Auch der König schuldete ihm große Summen Geld, allein 1290 soll Edmund ihm £ 4000 geliehen haben. Im Mai 1292 wurde Edmunds Schatzmeister Roger of Drayton in Westminster ermordet, vermutlich aus Rache, da er bei Schuldnern unbarmherzig fällige Schulden eingetrieben hatte. Die mutmaßlichen Mörder konnten nach Dover und weiter aufs Festland fliehen.
Nach dem Feldzug von Mai 1296 nach Schottland verwahrte Edmund zahlreiche gefangen genommene Schotten in seinen Burgen Wallingford und Berkhamstead. Während des Französisch-Englischen Kriegs reiste er 1297 in die Gascogne, wo er den gesamten Jahresertrag aus seinen Zinnminen in Devon und Cornwall an die Stadt Bayonne verpfändete, um Schulden des Königs in Höhe von 7000 Mark zurückzuzahlen. 1299 schuldete ihm der König bereits £ 6500, und Edmund lieh ihm weitere 2000 Mark (etwa £ 1332), wofür ihm der König die Einkünfte aus dem vakanten Erzbistum York überließ. Insgesamt hatte Edmund seinem Cousin über £ 18.000 geliehen, doch trotz seines Reichtums und obwohl er mindestens zweimal Regent von England und enger Vertrauter des Königs war, hatte Edmund wenig Einfluss auf die Politik seines Cousins genommen.

## Tod und Erbe
Bereits im Dezember 1298 war Edmund schwer erkrankt. Am schottischen Feldzug von 1299 nahm er vermutlich nicht mehr teil, wofür er eine Strafe in Höhe von 1000 Mark zahlte. 1300 war er todkrank, und er starb im späten Sommer oder frühen Herbst in Ashridge. Sein Herz und der von den Knochen gelöste Körper wurden in Anwesenheit des Thronfolgers Eduard in Ashridge bestattet, während seine Gebeine am 23. März 1301 in Anwesenheit des Königs selbst in Hailes Abbey beigesetzt wurden.
Aus seiner Ehe mit Margaret de Clare hatte Edmund keine überlebenden Kinder. 1285 hatte seine Frau vermutlich eine Fehlgeburt erlitten oder das Kind war kurz nach der Geburt gestorben. Nachdem die Eheleute bereits ab 1289 getrennt lebten, wurde die Ehe 1293 oder 1294 offiziell aufgehoben. Im Februar 1294 übergab Edmund Margaret zur lebenslangen Nutzung verschiedene Ländereien, durch die sie Jahreseinkünfte in Höhe von £ 800 hatte, im Gegenzug legte Margaret bis zu seinem Tod ein Keuschheitsgelübde ab. Nach Edmunds Tod überließ ihr der König ein Wittum, der Großteil seiner Ländereien fiel nach Edmunds Tod sofort wieder an die Krone. Bereits 1297 hatte der König veranlasst, dass das Barvermögen von Edmund von Berkhamstead Castle nach London gebracht wurde. Das Vermögen und die hohen Einkünfte aus seinen Ländereien halfen dem König, in einer kritischen Phase den Krieg gegen Schottland fortführen zu können. Edmunds Ländereien wurden als Earldom bzw. später als Duchy of Cornwall Apanage der englischen Thronfolger.
Angesichts seiner Kinderlosigkeit bedachte Edmund die Kirche mit reichen Schenkungen. Er förderte die von seinem Vater gegründete Hailes Abbey in Gloucestershire, dazu das Zisterzienserkloster Rewley bei Oxford sowie das Trinitarier-Kloster bei Knaresborough, dessen Mönche das Grab von Robert of Knaresborough hüteten. Bei seiner zweiten Reise nach Deutschland von 1268 bis 1269 soll er eine Blutreliquie von Jesus Christus erworben haben, die schon Kaiser Karl dem Großen besessen haben soll und die zuvor in der Burg Trifels verwahrt wurde. Einen Teil der Reliquie übergab er Hailes Abbey. Seine größte Stiftung war Ashridge Abbey in Hertfordshire, das 1283 gegründet und 1285 fertiggestellt wurde und den anderen Teil der Blutreliquie erhielt. 1288 ließ Edmund am Geburtsort seines Namenspatrons Edmund Rich in Abingdon eine Kapelle errichten, wo sich bereits 1289 Wunder ereignet haben sollen. 1289 ließ er die Reliquien der heiligen Frithuswith nach Oxford überführen. Weiter förderte Edmund die Kanonisation von Thomas de Cantilupe, des 1282 gestorbenen Bischofs von Hereford, dessen Herz er in Ashridge beisetzen ließ. In seinem Testament bedachte er dazu über zehn weitere Kirchen sowie den Franziskaner-, den Dominikaner-, den Karmeliterorden und die Augustinereremiten mit großzügigen Schenkungen, aber auch den Tempelrittern und dem Johanniterorden hinterließ er erhebliche Summen für den Kampf gegen die Ungläubigen.